# Вялья, Хенри
Хенри Вялья (эст. Henri Välja; 4 ноября 2001, Таллин) — эстонский футболист, полузащитник.

## Биография
Занимался футболом с шести лет, воспитанник Школы Андреса Опера и клуба «Нымме Юнайтед», первый тренер — Ральф Рогов. Во взрослом футболе дебютировал в 2017 году в старшей команде «Нымме Юнайтед», игравшей в четвёртом дивизионе Эстонии.
В 2018 году перешёл в «Пайде». Первый матч в высшем дивизионе Эстонии сыграл 9 марта 2018 года в матче против «Флоры», заменив на 70-й минуте Магнара Вайнумяэ. Свой первый гол забил 29 июля 2018 года в ворота «Курессааре». Всего за два сезона в «Пайде» сыграл 46 матчей и забил 13 голов в чемпионате.
В декабре 2019 года был на просмотре в голландском «Херенвене», но в итоге перешёл в таллинскую «Флору». В столичном клубе в первых двух сезонах не был стабильным игроком основы, приняв участие в 22 матчах из 61 сыгранного командой, и забил 5 голов. Вместе с «Флорой» стал чемпионом и вице-чемпионом страны, обладателем и финалистом Кубка Эстонии. В марте 2022 года был отдан в годичную аренду в «Таммеку».
В первой половине 2023 года играл за клуб «ФКИ Левадия», летом был отдан в аренду в «Вапрус» (Пярну). В начале 2024 года перешёл в «Вапрус» на постоянный контракт.
Выступал за сборные Эстонии младших возрастов, провёл около 50 матчей.

## Достижения
- Чемпион Эстонии: 2020
- Серебряный призёр чемпионата Эстонии: 2021
- Обладатель Кубка Эстонии: 2019/20
- Финалист Кубка Эстонии: 2020/21
- Обладатель Суперкубка Эстонии: 2020 (не играл), 2021 (не играл)